# Рат за независност Гвинеје Бисао
Рат за независност Гвинеје Бисао је био оружани сукоб и народноослободилачка борба коју је водила Афричка партија за независност Гвинеје и Зеленортских Острва (ПАИГЦ) против португалске колонијалне власти од 1963. до 1974. године.

## Позадина
Још од средине 19. века постојао је појединачни отпор домородачког становништва португалској колонијалној власти, посебно у унутрашњости колоније. међутим, тек су 1956. први ослободилачки покрет у Гвинеји Бисао, ПАИГЦ, основали Амилкар Кабрал и Рафаел Барбоса. Прва акција ПАИГЦ-а било је учешће у штрајку лучких радника у Бисаоу 3. августа 1959. године. Португалска колонијална полиција насилно је разбила штрајк, при чему је побила преко 50 људи, догађај који је од тада био познат као масакр у Пижигитију. Након ових догађаја ПАИГЦ је стекао велику подршку међу домородачким становништвом.
Одлучено је да се седиште ПАИГЦ-а 1960. године пресели у Конакри, у суседну Гвинеју, како би се извршиле адекватне припреме за дизање оружаног устанка. ПАИГЦ је 18. априла 1961. године, заједно са ФРЕЛИМО-ом, МПЛА-ом и МЛСТП-ом основао Организацију националистичких организација из португалских колонија на конференцији у Мароку. Главни циљ организације био је заједничка сарадња у борби против португалске колонијалне власти.

## Рат
Борци Афричке партије за независност Гвинеје и Зеленортских Острва били су од почетка рата добро увежбани за борбу, добро опремљени оружјем, под квалитетним вођством Амилкара Кабрала и примали сваку врсту помоћи и уточиште у суседним земљама попут Сенегала и Гвинеје. Густа прашума Гвинеје Бисао и релативна близина савезника у суседним земљама били су кључни разлози за тактичку надмоћ герилских снага против колонијалне војске.
Отворени оружани сукоб избио је у јануару 1963. када су борци ПАИГЦ-а напали португалски гарнизон Тите. Овакви напади ускоро су постали уобичајени широм земље. До 1965. године, рат се проширио на источни и северни део земље, а ПАИГЦ је почео да прима помоћ од Совјетског Савеза и Кубе.
Успешни напади ПАИГЦ-а натерали су португалске снаге да се повуку у дефанзивни положај, бранећи само веће градове и војне гарнизоне. За разлику од сукоба у осталим португалским колонијама, бит успеха ПАИГЦ-а била је у томе што његови борци нису водили фронталне нападе него би у мањим групама на брзину напали, уништили инфраструктуру и повукли се. Овакви напади су били све учесталији, што је рушило морал португалској војсци. Сем тога је број симпатизера и бораца ПАИГЦ-а све више растао. Португалске власти су присуство војске и администрације ограничили само на мали део земље. Становници на ослобођеним подручјима више нису отплаћивали дугове португалским земљопоседницима или порез колонијалној администрацији. Трговине португалских компанија на тим подручјима контролисао је ПАИГЦ, а плаћање португалским новцем је било забрањено. ПАИГЦ је на ослобођеној територији почео да развија марксистичку економију и државну бирократију, која је надзирала пољопривредну производњу, организовала курсеве за пољопривреднике о заштити својих поља од португалских напада и отварала трговине које су се темељиле на размењивању. ПАИГЦ је до 1967. контролисао 2/3 Гвинеје Бисао.
Наредне године колонијална власт је покренула кампању против ПАИГЦ-а, доласком Антонија де Спиноле као новог гувернера. Генерал Спинола је покренуо пропаганду против ПАИГЦ-а како би придобио симпатије домородачког становништва, покренуо изградњу школа, болница, побољшао телекомуникациону и саобраћајну мрежу и покренуо регрутовање домородаца у португалску колонијалну војску. Као резултат тога, унутар португалске војске деловао је батаљон командоса и неколико морнаричких јединица, чији су чланови били само домородци.
Између 1968. и 1972. године, португалске снаге су појачале офанзивне операције против ПАИГЦ-а, али то није превише уздрмало структуру ослободилачког покрета. Португалска војска је од 1970, по узору на америчку у Вијетнаму, почела да користи нападе напалмом и хербицидима. Португалци су отишли корак даље и покренули Операцију Зелено море у којој су покушали да сруше с власти гвинејског председника Ахмеда Секу Туреа, како би онемогућили његову помоћ ПАИГЦ-у.
Операција није успела, а овај португалски чин само је повећао број симпатизера и подршку ПАИГЦ-а у борби за слободу. Од тада су Алжир и Нигерија почели да помажу ПАИГЦ, а Совјетски Савез је пред обале Гвинеје послао сопствене патролне бродове, који су имали задатак да спрече могући поновни напад Португалије на Гвинеју. Организација уједињених нација изгласала је неколико резолуција којима су осуђени португалски упади у Гвинеју. Совјетски Савез је од 1968. опскрбљивао ПАИГЦ савременом техничком и војном опремом, попут лансера ракета СА-7, Иљушин Ил-14 бомбардера и остало, што је веома наштетило португалској надмоћи у ваздуху. До 1970, борци ПАИГЦ–а су одлазили на вежбање у Совјетски Савез, где су међу осталим учили управљање МиГ-овима и амфибијама.
Велик губитак за вођство ПАИГЦ-а десио се када су португалски тајни агенти у сарадњи с бившим припадником ПАИГЦ-а, 20. јануара 1973. године у Конакрију (Гвинеја) убили Амилкара Кабрала. Атентат се десио само 15 месеци прије завршетка рата.

## Крај рата
У Лисабону је 25. априла 1974. године група лево оријентисаних официра извршила пуч и срушила с власти ауторитарни режим Марсела Кајетана, што је остало познато под називом каранфилска револуција. Нова влада је одмах прогласила примирје и започела мировне преговоре с представницима ПАИГЦ-а.
Након низа преговора и састанака, Португалија и ПАИГЦ су 26. августа 1974. потписали споразум у Алжиру, у којем се португалска влада обвезала да ће до краја октобра повући све снаге из Гвинеје Бисао и признати нову владу Гвинеје Бисао.
Португалија је 10. септембра 1974. предала пуну независност Гвинеји Бисао. Међутим, ПАИГЦ је још пред годину дана прогласио независност земље, а тада су ју одмах биле признале многе социјалистичке државе и чланице Покрета несврстаних. Први председник државе био је Луис Кабрал, полубрат убијеног Амилкара.